# Samuel Crompton
Samuel Crompton (Firwood, Bolton, Lancashire, 3 de dezembro de 1753 – Bolton, 26 de junho de 1827) foi um inventor inglês.
Destacou-se pela invenção, em 1779, de uma máquina de fiação movida a água, a "spinning mule", combinação da "water frame" com a "spinning jenny", permitindo produzir fios mais finos e resistentes. A "mule" era capaz de fabricar tanto tecido quanto duzentas pessoas, utilizando algumas poucas pessoas como mão-de-obra.